# Jean Genet
Jean Genet (Parigi, 19 dicembre 1910 – Parigi, 15 aprile 1986) è stato uno scrittore, drammaturgo e poeta francese, fra i più discussi del Novecento.
In lui la vita e l'opera d'arte si intrecciarono profondamente al punto da rendere difficile la distinzione tra episodi inventati ed esperienze realmente vissute dall'autore. Il trionfo di questo atteggiamento è l'autobiografia romanzata del Diario del ladro (1949), in cui Genet racconta la storia di un sé stesso ladro, omosessuale e "marginale" mentre vagabonda lungo l'Europa degli anni trenta.
Il carcere, la vita di strada, l'attrazione per marinai e "guappi" dei bassifondi sono una costante della sua opera. Con Querelle de Brest (1947), poi portato sullo schermo da Fassbinder (Querelle de Brest, 1982), Genet ha fissato per sempre il mito omoerotico del marinaio. Nei suoi romanzi e nei drammi bene e male si intrecciano e si completano e l'erotismo, filtrato da un desiderio mai nascosto, si esprime in personaggi ambigui, violenti e a volte corrotti: "Anche se non son sempre belli, gli uomini votati al male possiedono le virtù virili".

## Vita
Nato da Gabrielle Genet e da padre sconosciuto e subito lasciato alle cure della pubblica assistenza, il giovane Jean Genet fu affidato a una famiglia adottiva della regione del Morvan, autentica «latteria» della Francia dell'inizio del XX secolo, poiché vi si concentravano moltissime famiglie incaricate dall'assistenza pubblica ad accogliere e allevare i bambini abbandonati della Terza Repubblica. La famiglia adottiva di Genet gli offrì una balia dolce e amorosa, un ambiente protetto, l'istruzione nelle scuole comunali. Il bambino diventò presto chierichetto, era beneducato, riservato e taciturno. Il suo primo furto risale all'età di dieci anni, ed è l'atto fondante della mitologia di Genet che, fustigato per la sua cattiva azione, la trasformò in modo tutto esistenzialista santificando il suo gesto ed erigendola a simulacro del suo vizio e della sua profonda antisocialità. A quest'epoca risalgono i suoi primi turbamenti maschili nei confronti del piccolo Cullaffroy, un ragazzo suo coetaneo e che sarà più tardi l'eroe di Notre Dame des Fleurs, e nei confronti di uomini più adulti, bracconieri di passaggio o emarginati.
Genet lasciò il Morvan per seguire una formazione di tipografo, ma fu licenziato a causa di un furto. Bambino senza fissa dimora, fu recluso nella Colonia penale di Mettray, dove si cristallizzarono le sue inclinazioni omosessuali così come tutta la liturgia delle dominazioni/sottomissioni, la gerarchia maschile e virile e la brutale feudalità che ai suoi occhi ne deriva. Lasciò Mettray a 18 anni per arruolarsi nella Legione Straniera. Scoprì per la prima volta l'Africa del Nord e il Vicino Oriente, che gli fecero una grande impressione a causa delle passioni che lì imperavano, il carisma volutamente virile dei suoi abitanti, le sofferenze dei popoli oppressi dalla Francia colonizzatrice. Ritornato a Parigi, vivendo di piccoli furtarelli ai suoi amici bibliofili, a dei librai e a degli antiquari, Genet frequentò molte prigioni, tra cui quella di Fresnes. Per odio nei confronti del proprio paese il suo pensiero politico in questo frangente si attesta su posizioni collaborazioniste e filonaziste; è attratto per altro dalla Gestapo e dalla Milizia e diviene amante di un ex SS francese.
A Parigi scrisse le sue prime poesie e le prime bozze di romanzo, continuamente riviste, riscritte, rifiutate. Genet era un perfezionista, un eterno insoddisfatto, ossessionato dalla bellezza della parola. Egli, che sacralizza il gesto e il significato dell'atto, non ammette la vitalità del verbo se non quando è bello, potente, di razza. I suoi primi testi, pubblicati a sue spese, gli assicurarono una prima notorietà, in particolare presso Jean Cocteau, e in un secondo tempo presso Sartre. I due scrittori lo avrebbero difeso dall'accusa che gli fece rischiare il carcere a vita per recidiva: Genet aveva rubato un manoscritto originale in una libreria di via Bonaparte.
Furono pubblicati i suoi primi romanzi. Censurati perché pornografici, furono distribuiti sottobanco. Il diario del ladro descrive le sue scorribande adolescenziali fuori di Francia, Il miracolo della rosa mette in parallelo i suoi anni di prigione e la sua fascinazione per un assassino con i suoi anni alla colonia di Mettray, Notre Dame des Fleurs (Nostra signora dei fiori) evoca l'infanzia e le creature ambigue nella notte degli omosessuali della Parigi dell'anteguerra.
Genet, all'apice della sua gloria parigina, frequentava Jean-Paul Sartre, Simone de Beauvoir, Alberto Giacometti, Henri Matisse, Brassaï. Nel 1967 pubblicò un saggio su Rembrandt che influenzò Glas del filosofo Jacques Derrida. Cominciò una carriera di drammaturgo, le sue rappresentazioni furono tutte brillanti successi, in contrasto con un'accoglienza critica ambivalente e una distribuzione a lungo confidenziale. I migliori registi misero in scena le sue prime opere: Roger Blin rappresenta I negri e poi I paraventi. In Italia il primo a rappresentare I negri, con attori non di colore, è stato nel 1969 Gennaro Vitiello con il Teatro Esse, in cui recitava anche Leopoldo Mastelloni, nel ruolo della Regina. 
I propositi di Genet si fecero impegnati, essendo egli sempre più interessato dalla politica. Trascurando per qualche tempo la scrittura, s'impegnò in molte lotte, spesso di estrema sinistra, come quelle delle Pantere Nere negli Stati Uniti (che incontrò e sostenne fin dal 1970) e quelle dei Palestinesi dell'OLP (incontrò Yasser Arafat e Leïla Shahid nel settembre 1982 e fu il primo occidentale a entrare a Chatila, dopo i massacri perpetrati dalle milizie cristiane, alleate con l'esercito israeliano del comandante Ariel Sharon). Da quest'episodio trasse il suo principale testo politico Quattro ore a Chatila (In Italia pubblicato da Gamberetti Editore nel 2002).
Ritornò in seguito al teatro, poi alla scrittura di romanzi. Il suicidio del suo compagno, Abdallah (che gli aveva ispirato la poesia Il funambolo), e la sua tossicodipendenza dai barbiturici lo spinsero definitivamente a una vita vagabonda. Genet visse fino alla fine in camere di sordidi hotel, spesso vicini alle stazioni, viaggiando solo con una piccola valigia piena di lettere dei suoi amici e di manoscritti. Le lotte politiche l'occuparono fino alla fine della sua vita, sistematicamente schierato dalla parte degli oppressi, dei deboli, dei poveri dimenticati dalle ricchezze del mondo.
Affetto da un tumore all'esofago, Jean Genet morì al Jack's Hotel di Parigi, a causa di una brutta caduta, nella notte del 15 aprile 1986 e fu sepolto, secondo il suo volere, a Larache, in Marocco, a sud di Tangeri. Nel 1983 gli era stato conferito dal Ministero della Cultura francese il Grand Prix national des lettres.

## Opere tradotte in italiano

### Teatro
- Le serve[7] (Les Bonnes), 1947
- Splendid's[8] (Splendid's), 1948
- Sorveglianza speciale[9] (Haute Surveillance), 1949
- Elle, 1955
- Il balcone[10] (Le Balcon), 1956
- I negri[11] (Les Nègres), 1958
- I paraventi[12] (Les paravents), 1961
- Le Bagne, 1994 (postumo)

### Romanzi
- Notre-Dame-des-Fleurs, 1944 (con il titolo Nostra signora dei fiori, traduzione di Giorgio Caproni in 4 romanzi, Milano, Il Saggiatore, 1975 e Milano, Mondadori, 1980; con il titolo Notre-Dame-des-Fleurs, traduzione di Dario Gibelli, Milano, Il saggiatore, 1996, ora in Opere narrative, a cura di Dario Gibelli e Massimo Fumagalli Milano, Il saggiatore, 2010)
- Miracle de la rose, 1946 (Il miracolo della rosa, traduzione di Giorgio Caproni in 4 romanzi, Milano, Il Saggiatore, 1975 e Milano, Mondadori, 1980; traduzione di Dario Gibelli, Milano, Il saggiatore, 2006, ora in Opere narrative, a cura di Dario Gibelli e Massimo Fumagalli Milano, Il saggiatore, 2010)
- Pompes funèbres, 1948 (Pompe funebri traduzione di Giorgio Caproni in 4 romanzi, Milano, Il Saggiatore, 1975 e Milano, Mondadori, 1981; traduzione di Yasmina Melaouah, Milano, Mondolibri, 1999, introduzione di Alberto Capatti e Milano, Net, 2007, ora in Opere narrative, a cura di Dario Gibelli e Massimo Fumagalli, Milano, Il saggiatore, 2010)
- Querelle de Brest, 1947 (Querelle di Brest, traduzione di Giorgio Caproni, Milano, Mondadori, 1981; traduzione di Dario Gibelli, Milano, Il Saggiatore, 2000, ora in Opere narrative, a cura di Dario Gibelli e Massimo Fumagalli Milano, Il saggiatore, 2010)
- Journal du voleur, 1949 (Diario del ladro e pagine scelte, traduzione di Felice Dessi, Milano, Mondadori, 1959; traduzione di Giorgio Caproni, in 4 romanzi, Milano, Il Saggiatore, 1975 e Milano, Mondadori, 1978; poi ES, Milano, 2010; ora in Opere narrative, a cura di Dario Gibelli e Massimo Fumagalli, Milano, Il saggiatore, 2010)

### Poesia
- Poesie, a cura di Giancarlo Pavanello, Milano, Guanda, 1983

### Altri testi
- L'Atelier d'Alberto Giacometti, 1958 (L'atelier di Alberto Giacometti, Genova, Il melangolo, 1992; poi in Il funambolo e altri scritti, a cura di Giorgio Pinotti, Milano, Adelphi, 1997
- L'Enfant criminel, 1949 (con il titolo L'infanzia criminale, a cura di Massimo Raffaeli, Brescia, L'obliquo, 1993; con il titolo Il giovane criminale, traduzione di Chiara Bongiovanni, Viterbo, Nuovi equilibri/Stampa alternativa, 1997; con il titolo Il ragazzo criminale in Opere narrative, a cura di Dario Gibelli e Massimo Fumagalli, Milano, Il saggiatore, 2010)
- Le Funambule, 1958 (in Il funambolo e altri scritti, a cura di Giorgio Pinotti, Milano, Adelphi, 1997; contiene dieci testi apparsi fra il 1949 e il 1967)
- Quatre heures à Chatila, in Revue d'études palestiniennes, 1er janvier 1983 (Quattro ore a Shatila, in appendice a Conversazione con Hubert Fichte, Milano, Ubulibri, 1987; Roma, Gamberetti, 2001; Viterbo, Stampa alternativa, 2002, a cura di Marco Dotti)
- Palestinesi, a cura di Marco Dotti, Roma/Viterbo, Stampa alternativa/Nuovi equilibri, 2002
- Il bagno penale, a cura di Federica Cremaschi, Brescia, Edizioni l'Obliquo, 2010

### Epistolario
- Lettere all'editore 1943-1986, prefazione di Marc Barbezat, Milano: Archinto, 1989
- Lettere a Ibis, a cura di Jacques Plainemaison, traduzione di Enrico Badellino, Milano, Archinto, 2013

### Interviste
- Conversazione con Hubert Fichte, Milano, Ubulibri, 1987 (in appendice contiene Quattro ore a Shatila)

## Filmografia
- Un chant d'amour (1950) - cortometraggio diretto da Jean Genet